# Alto Piquiri
Alto Piquiri là một đô thị thuộc bang Paraná, Brasil. Đô thị này có diện tích 447,722 km², dân số năm 2007 là 10448 người, mật độ 21 người/km².